# 존 루니
존 리처드 루니(John Richard Rooney, 1990년 12월 17일 ~ )는 잉글랜드의 축구 선수이자, 잉글랜드 내셔널리그의 올덤 애슬레틱 AFC 소속이고, 웨인 루니의 동생이다.